# Tomasz Kęsicki
Tomasz Kęsicki (ur. 7 stycznia 1986 w Lublinie) – polski koszykarz grający na pozycji środkowego.
W sezonie 2011/2012 zawodnik Kotwicy Kołobrzeg.

## Życiorys
Kęsicki swoją karierę zaczynał w AZS-ie Lublin. Potem występował w SMS-ie Warka. W 2003 podpisał kontrakt z hiszpańskim klubem Pamesa Walencja. Później występował również między innymi we włoskich zespołach: Climamio Bolonia oraz Vive Menorca. W 2005 miał zamiar zgłosić się do draftu NBA, jednak ostatecznie zrezygnował. Pod koniec 2009, po ponad sześcioletniej przerwie, powrócił do Polski, gdzie podpisał kontrakt z klubem Sportino Inowrocław. W 2010 został wybrany do pierwszej piątki meczu gwiazd PLK. W lipcu 2010 podpisał kontrakt z Zastalem Zielona Góra. W sezonie 2011/2012 przeniósł się do Kotwicy Kołobrzeg.
Dwukrotny reprezentant Polski w koszykówce mężczyzn. Występował również w reprezentacjach juniorskich.

## Osiągnięcia
Na podstawie, o ile nie zaznaczono inaczej.
Indywidualne
- Udział w meczu gwiazd PLK (2010)[16]

Reprezentacja
- Brązowy medalista mistrzostw Europy U–20 dywizji B (2005)
- Uczestnik:
  - mistrzostw Europy U–18 (2002 – 8. miejsce)
  - kwalifikacji do Eurobasketu:
    - U–20 (2004)
    - U–18 (2004)
    - U–16 (2001)

## Statystyki podczas występów w Polsce
| Sezon   | Drużyna                   | M  | S5 | MPG  | FG%   | 3P% | FT%   | RPG | APG | SPG | BPG | PPG  |
| ------- | ------------------------- | -- | -- | ---- | ----- | --- | ----- | --- | --- | --- | --- | ---- |
| 2001/02 | SMS Warka (II liga)       | 4  |    |      |       |     |       |     |     |     |     | 2,3  |
| 2002/03 | SMS Warka (I liga)        | 19 |    |      |       |     |       |     |     |     |     | 4,1  |
| 2002/03 | SMS Warka rez. (II liga)  | 16 |    |      |       |     |       |     |     |     |     | 6,9  |
| 2009/10 | Sportino Inowrocław (PLK) | 13 | 13 | 29,6 | 48%   | 26% | 63%   | 8,1 | 0,8 | 0,5 | 1,4 | 13,4 |
| 2010/11 | Zastal Zielona Góra (PLK) | 15 | 5  | 16,5 | 52,0% | 0%  | 68,0% | 4,3 | 0,7 | 0,1 | 0,8 | 5,5  |
| 2011/12 | Kotwica Kołobrzeg (PLK)   | 19 | 9  | 18,9 | 43%   | 30% | 60%   | 4,9 | 0,5 | 0,5 | 1,4 | 7,3  |